# アンドレイ・プレンコビッチ
アンドレイ・プレンコビッチ（クロアチア語: Andrej Plenković、1970年4月8日 - ）は、ザグレブ出身のクロアチアの政治家。同国首相（第12代）。クロアチア民主同盟の党首も務めている。

## 経歴
ザグレブにて、大学教授である父マリオ・プレンコビッチと医師である母ヴィジェコスラバ・ラオスの子として誕生。1993年にはザグレブ大学法学部を卒業。卒業後はクロアチア外務省の職員として勤務していた。
長年の外務省勤務を経て、2011年にクロアチア民主同盟に入党し、国会議員に就任。2013年4月に行われた欧州連合議員選挙に立候補し、当選。2016年の大統領選挙まで、務めた。
2016年7月17日にクロアチア民主同盟の党首に選出され、同年の議会選挙では自身の党が勝利した。同年10月19日には賛成91票、反対45票で首相に当選。就任後の公約で経済成長の活発、税制改革を行うと掲げた。2018年10月には国内の早期退職を罰する年金改革法案を導入させ、2038年より定年を67歳に引き上げると発表した。しかし、国内の労働組合より抗議の声が上がり始めると、65歳に引き下げた。2024年4月17日に執行された総選挙でクロアチア民主同盟は過半数には届かなかったものの第1党を維持し。5月10日にはゾラン・ミラノヴィッチ大統領に新政府樹立を求める国会議員の過半数に当たる78名分の署名を提出し、ミラノヴィッチより新政府樹立の権限を付与された。
- ウクライナのマリーナ・ポロシェンコ大統領夫人と（2018年8月20日）
- 左からスロベニアのヤネス・ヤンシャ元首相（当時）、ラトビアのクリシュヤーニス・カリンシュ首相、プレンコビッチ、ドイツのアンゲラ・メルケル首相（2019年4月10日）
- ウルズラ・フォン・デア・ライエン欧州委員会委員長と（2019年12月12日）
- ウクライナのウォロディミル・ゼレンスキー大統領と（2022年5月8日）[8]

## 私生活
2014年に法学者のアナ・マスラッチと結婚し、2人の子を儲けた。母国のクロアチア語に加え、英語、フランス語、イタリア語が堪能。ドイツ語もある程度の会話は可能である。